# كرتون نتورك (ألمانيا)
كرتون نتورك (ألمانيا) (بالإنجليزية : Cartoon Network Germany) (بالألمانية : Cartoon Network Deutschland) هي قناة تلفزيونية ألمانية للأطفال يقع مقرها في ميونخ بألمانيا. تقدم القناة برامج الأطفال باللغتين الإنجليزية والألمانية.

## التاريخ
تم إطلاق القناة في صباح يوم السبت في الثالث من سبتمبر عام 2005م. وفي يونيو عام 2006م أصبحت قناة كرتون نتورك (ألمانيا) تعمل على مدار 24 ساعة.

## البرامج الحالية
- وقت المغامرة (وقد تم بث المسلسل على نيكلودين أيضاً)
- يحيا أنجيلو
- باتمان الجرأة والشجاعة
- كوردج الجبان
- البقر والدجاج (مسلسل)
- مختبر دكستر
- دريم ووركس التنانين
- فتيات القوة
- فتيات القوة (مسلسل تلفزيوني 2016)
- جوني برافو
- عالم غامبول المدهش
- العرض العادي
- ترانسفورمرز: برايم
- الدببة الثلاثة
- ميكسلز
- ستيفن البطل
- العم جدو
- كلارنكس
- ابطال التايتنز انطلقوا!
- ليغو نينجاغو: أبطال السبينجيتسو
- ترانسفورمرز: روبوتس إن ديسغايز
- كرتون نتورك تفحص
- كرتون نتورك تبحث عن ادلة